# Świerczyny (Łódź)
Pour les articles homonymes, voir Świerczyny.
Świerczyny (prononciation [ɕfjɛrˈt͡ʂɨnɨ]) est un village de la gmina de Kobiele Wielkie, du powiat de Radomsko, dans la voïvodie de Łódź, situé dans le centre de la Pologne.
Il se situe à environ 6 kilomètres (km) au sud-est de Kobiele Wielkie (siège de la gmina), 18 kilomètres au sud-est de Radomsko (siège du powiat) et 90 kilomètres au sud de la capitale régionale Łódź (capitale de la voïvodie).

## Administration
De 1975 à 1998, le village était attaché administrativement à l'ancienne voïvodie de Piotrków.

Depuis 1999, il fait partie de la nouvelle voïvodie de Łódź.